# 埃斯特里达内乌
埃斯特里达内乌，是西班牙加泰罗尼亚莱里达省的一个市镇。 总面积8平方公里，总人口638人（2001年），人口密度80人/平方公里。